# Rollkommando Hamann

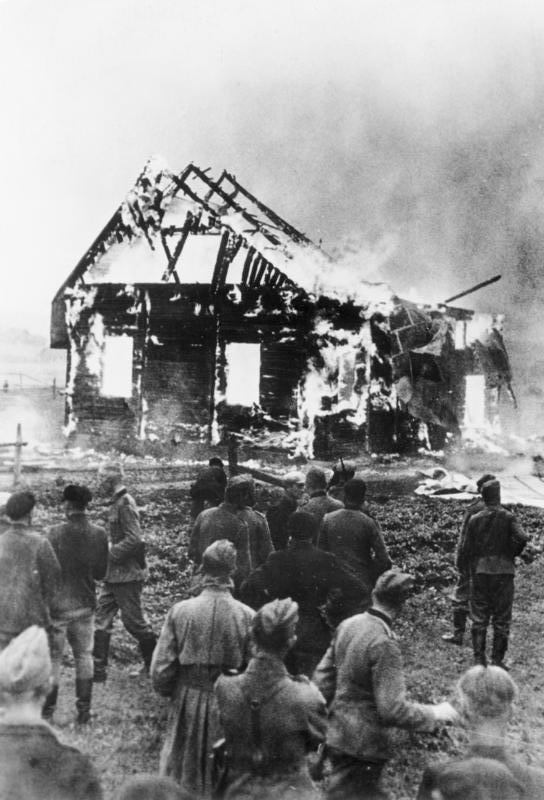
Synagogue en bois brûlée en 1941, en Lituanie.

Le Rollkommando Hamann (lituanien : skrajojantis būrys) était une petite unité mobile ayant commis de nombreux massacres dans les campagnes lituaniennes et estoniennes en juillet-octobre 1941, pendant la Seconde Guerre mondiale. Acteur majeur de la Shoah en Lituanie, elle est créditée du meurtre d'au moins 60 000 Juifs lituaniens.

## Organisation
Le groupe était composé de 8 à 10 Allemands de l’Einsatzkommando 3, commandés par le SS-Obersturmführer Joachim Hamann, et de plusieurs dizaines de Lituaniens de la 3e compagnie de la Tautinio Darbo Apsaugos Batalionas (TDA), dirigée par Bronius Norkus. L'unité n'avait pas de structure permanente et a été appelée pour des missions ad hoc dans différentes villes de Lituanie. Hamann lui-même participait rarement à des tueries. Le rapport Jäger décrit des exécutions massives effectuées par l'unité dans 54 endroits à travers la Lituanie. Du 13 juillet au 22 août 1941, le commando opère à Daugavpils, en Lettonie : lors de cette période, celui-ci assassine 9 102 personnes (à majorité juives) du ghetto de Daugavpils.

## Opérations
La majeure partie du temps, l'unité arrive après le rassemblement des Juifs locaux dans une zone plus isolée, généralement une forêt ou un champ éloigné, par les autorités nazies[Lesquelles ?] et les collaborateurs locaux lituaniens. Parfois, de petits ghettos temporaires étaient installés pour rassembler les Juifs de plusieurs villes voisines. Ils étaient sélectionnés en vue de leurs exécutions et conduits sur place, généralement à 4-5 kilomètres de leur lieu de résidence, puis abattu. Au début des opérations, seuls les hommes étaient exécutés, les femmes et les enfants suivirent à compter de la fin de l'année 1941. Les cadavres étaient jetés dans des fosses communes creusées à l'avance et le butin (vêtements et autres biens des personnes décédées) étaient partagés entre les auteurs.